# Nasu, un été andalou
Nasu, un été andalou (茄子 アンダルシアの夏, Nasu: Andalusia no natsu) est un film d'animation japonais réalisé par Kitarō Kōsaka, sorti en 2003.

## Synopsis
En Andalousie, Pepe Benengeli participe au Tour d'Espagne cycliste, comme modeste coéquipier de Gilmore, le grand coureur de son équipe. Le jour où l'étape passe par sa ville natale, son grand frère, Ángel, se marie avec Carmen, son ancienne petite amie. Ce hasard apporte une motivation à Pepe pour se mettre en valeur...

## Fiche technique
- Titre : Nasu - Un été en Andalousie
- Titre original : Nasu: Andalusia no natsu
- Réalisation : Kitarō Kōsaka
- Scénario : Kitarō Kōsaka
- Production : Masao Maruyama
- Société de production : Mad House
- Pays d'origine : Japon
- Langue originale : japonais
- Traduit par : David Nachtergaële
- Format : Couleurs
- Genre : Animation - sport
- Durée : 47 minutes
- Date de sortie :
  -  Japon : 26 juin 2003
  -  France : 2003 (Festival de Cannes)

## Distribution
|                  | Japonais            | Français           |
| ---------------- | ------------------- | ------------------ |
| Pepe Benengeli   | Yo Oizumi           | Frédéric Popovic   |
| Carmen Rodríguez | Eiko Koike          | Brigitte Guedj     |
| Hernández        | Minoru Hirano       | Frédéric Cerdal    |
| Zamenhoff        | Seiji Sasaki        | Eric Peter         |
| l'entraineur     | Yoshisada Sakaguchi | Michel Tugot-Doris |
| Gilmore          | Yuzo Sato           | Patrick Pellegrin  |
| Francisco        | Hiroaki Hirata      | Yann Pichon        |

## Autour du film
- Ce film a été présenté à la Quinzaine des réalisateurs au Festival de Cannes en 2003.

## Éditions en vidéo
Le film paraît en DVD chez Dybex en 2012.